# Rodney Soher
Rodney Ewart Soher, né le 27 novembre 1893 à Brighton et mort le 25 janvier 1983 à Westminster, est un bobeur britannique.

## Carrière
Rodney Soher participe aux Jeux olympiques de 1924 à Chamonix et remporte la médaille d'argent en bob à quatre, avec Thomas Arnold, Alexander Richardson et Ralph Broome.

## Palmarès

### Jeux Olympiques
- : médaillé d'argent en bob à quatre aux Jeux olympiques d'hiver de 1924.